# Motion de rejet préalable
Ne doit pas être confondu avec Motion de censure.
La motion de rejet préalable ou question préalable est une procédure, existant dans certaines démocraties parlementaires, par laquelle le Parlement ou l’une de ses chambres rejette un texte avant son examen. Elle marque la désapprobation des parlementaires quant aux objectifs poursuivis par le texte et le refus de chercher des améliorations à celui-ci par voie d’amendement. La motion de rejet est distincte de la motion de censure, qui vise pour sa part à marquer la défiance vis-à-vis du Gouvernement.

## En France

### Avant la Cinquième République
La motion de rejet préalable existe dans certains régimes antérieurs à la Cinquième République.
Sous la Quatrième République, elle porte le nom de « question préalable ». Par exemple, le 30 août 1954, la chambre des représentants adopte une question préalable rejetant l’examen du traité instituant la communauté européenne de défense (CED),.

### Cinquième République
Sous la Cinquième République, la motion de rejet préalable est prévue par le règlement de l'Assemblée nationale. Celui-ci donne la possibilité de voter le rejet d'un texte avant le début de sa discussion en séance publique. Le texte peut ensuite être abandonné, reprendre la navette parlementaire au Sénat, ou bien, s'il a déjà été adopté par le Sénat, être examiné en commission mixte paritaire. Une procédure équivalente dans le règlement du Sénat porte le nom de « question préalable ». 

#### Règlement de l'Assemblée nationale
L'article 91, alinéa 5 du règlement de l'Assemblée nationale précise que

« Il ne peut ensuite être mis en discussion et aux voix qu’une seule motion de rejet préalable, dont l’objet est de faire reconnaître que le texte proposé est contraire à une ou plusieurs dispositions constitutionnelles ou de faire décider qu’il n’y a pas lieu à délibérer. L’adoption de la motion de rejet préalable entraîne le rejet du texte à l’encontre duquel elle a été soulevée. Dans la discussion, peuvent seuls intervenir l’un des signataires pour une durée qui ne peut excéder quinze minutes sauf décision contraire de la Conférence des présidents, le Gouvernement et le président ou le rapporteur de la commission saisie au fond. Avant le vote, la parole est accordée, pour deux minutes, à un orateur de chaque groupe »

#### Utilisation à l’Assemblée nationale
Le dépôt de propositions de motion de rejet est fréquent, mais l’adoption de ces motions de rejet est « exceptionnelle », en conséquence du fait majoritaire,.
La motion de rejet préalable est en principe utilisée par l'opposition pour mettre fin à l'examen d'un texte.  Ainsi, en décembre 2023, le groupe écologiste obtient le vote du rejet de la loi du 26 janvier 2024 pour contrôler l'immigration, améliorer l'intégration ; la commission mixte paritaire valide ensuite l'essentiel du texte qui avait été préparé par le Sénat.
Cet outil procédural a aussi pu être utilisé par les partisans d'un texte d'éviter l'examen des amendements, afin de lutter contre l’obstruction parlementaire menée par l’opposition au texte. Ainsi, en mai 2025, les soutiens à la proposition de loi visant à lever les contraintes à l’exercice du métier d’agriculteur (« loi Duplomb ») soutiennent une motion de rejet préalable déposée par les opposants au texte, provoquant le renvoi du texte au Sénat, où ce texte a davantage de soutien. Par la suite, en juin 2025, la même technique permet le renvoi en commission mixte paritaire d’une proposition de loi visant à faciliter la construction de l'autoroute A69.

## Au Parlement européen
L’article 60 du règlement intérieur du Parlement européen portant sur l’examen en première lecture des textes dispose en son paragraphe 2, dans sa version française, que :

« Le Parlement vote d’abord sur toute proposition de rejet immédiat du projet d’acte
législatif qui a été déposée par écrit par la commission compétente, un groupe politique ou un
nombre de députés atteignant au moins le seuil bas.
Si cette proposition de rejet est adoptée, le Président demande à l’institution à l’origine du projet
d’acte législatif de le retirer.
Si l’institution à l’origine du projet retire son projet, le Président déclare la procédure close.
Si l’institution à l’origine du projet ne retire pas son projet d’acte législatif, le Président annonce que la première lecture du Parlement est close, sauf si, sur proposition du président ou du
rapporteur de la commission compétente, ou d’un groupe politique ou d'un nombre de députés
atteignant au moins le seuil bas, le Parlement décide de renvoyer la question à la commission
compétente pour réexamen.
Si la proposition de rejet n’est pas adoptée, le Parlement procède alors conformément aux
paragraphes 3, 4 et 5. »